# Stjepan Filipovič Andrejev
Stjepan Filipovič Andrejev (rusko Степан Филиппович Андреев), sovjetski letalski častnik, vojaški pilot in letalski as, * 1911, Mišino, † ?.
Andrejev je v svoji vojaški karieri dosegel najmanj 17 zračnih zmag.

## Življenjepis
Med drugo svetovno vojno je bil pripadnik 211. lovskega letalskega polka.
Opravil je več kot 500 bojnih poletov.